# پامپ بک (اکلاهما)
پامپ بک (به انگلیسی: Pump Back) شهری در ایالت اکلاهما در کشور ایالات متحده آمریکا است که جمعیت آن در سرشماری سال ۲۰۱۰ میلادی، ۱۷۵ نفر بوده‌است.